# Чорний трикутник
Чорний трикутник (нім. Schwarzer Winkel) — символ, який за часів націонал-соціалізму використовувався для ідентифікації в концтаборах осіб з асоціальною поведінкою.

## «Асоціальність» у Третьому Рейху
На відміну від марксівського поняття люмпен-пролетаріату в роки націонал-соціалізму в поняття «асоціальність» вкладався расистський смисл. «Асоціальними» називали осіб, нездібних або таких, що бажають влитися в соціальну спільність. Нацисти також використали відносно цієї категорії осіб термін «чужі елементи суспільства» (нім. Gemeinschaftsfremde). Підготовлений нацистами законопроєкт, проте, не встиг набути чинності через падіння Третього Рейху.
Расистська ідеологія постулювала, що суспільство має бути очищене від небажаних асоціальних покидьків і соціально даремних елементів. До таких осіб зараховувалися безпритульні, жебраки, роми, дармоїди, алкоголіки, недоумкуваті, божевільні, пацифісти, повії і сутенери, а також лесбійки.

## «Знищення через роботу»

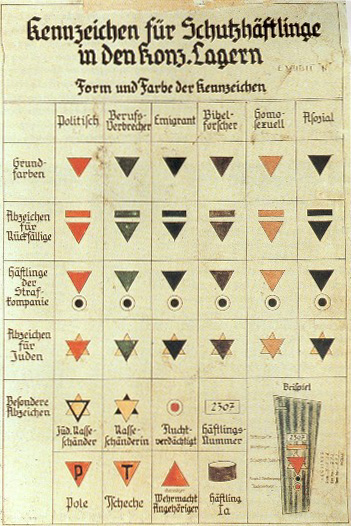
Пам'ятка для СС. Відмітки в'язнів концентраційних таборів.

Згідно з указом від 14 грудня 1937 р., кожен асоціальний рецидивіст має бути поміщений в концентраційний табір. Відповідні рішення відносно конкретної особи повинні приймати установи охорони і правопорядку. У рамках акції «Уникаючі роботи» (нім. Arbeitsscheu Reich) навесні і влітку 1938 року почалася хвиля арештів. За наказом Гіммлера кожен працездатний чоловік, «відносно якого будуть доведені два випадки відхилення запропонованого йому робочого місця без наявної на те вагомої причини, або який погодиться на роботу, а потім полишить її через короткий термін», повинен бути заарештований і відправлений до трудового табору.
Понад 10 тисяч циган, євреїв і «асоціальних осіб німецької крові» були спрямовані в концтабори, у тому числі 6 тисяч відправлені у липні 1938 року в Заксенхаузен. Асоціальні ув'язнені позначалися на одязі чорними трикутниками. Для циган пізніше був введений «власний» трикутник коричневого кольору.
У вересні 1942 року Йозеф Геббельс у доповіді рейхсміністрові юстиції Отто Тіраку роз'яснював, що усі євреї і роми, усі, які відбули понад 4 років в таборах поляки, а також засуджені до пожиттєвого ув'язнення чехи і німці мають бути знищені. «Знищення через роботу» (нім. Vernichtung durch Arbeit) — найкращий спосіб", — констатував Геббельс.

## Лесбійки в концентраційних таборах
На відміну від чоловіків-геїв, що складали в концтаборах окрему групу і носили «рожевий трикутник», лесбійки не були включені до 175 кримінального кодексу. Проте жінки заарештовувалися за «антигромадську поведінку», яка включала фемінізм, лесбійство, проституцію. Такі жінки були відмічені «чорним трикутником». Сьогодні чорний трикутник використовується лесбійками як один з символів ЛГБТ-руху.